# Eparchie čerkaská (PCU)
Eparchie čerkaská je eparchie pravoslavné církve Ukrajiny.

## Území a titul biskupa
Zahrnuje správní hranice území Čerkaské oblasti.
Eparchiálnímu biskupovi náleží titul biskup čerkaský a čyhyrynský.

## Historie
Eparchie byla zřízena roku 1992 jako součást Ukrajinské pravoslavné církve Kyjevského patriarchátu
V prosinci 2018 přešla na Sjednocujícím sněmu ukrajinských pravoslavných církví do jurisdikce nové Pravoslavné církve Ukrajiny.

## Seznam biskupů
- 1992–1994 Nestor (Kuliš)
- od 2003 Ioan (Jaremenko)